# 农奇
农奇（?—?），东汉时车师后部王。涿鞮之弟。
汉和帝永元八年（96年），车师后部王涿鞮反叛东汉。次年（97年），汉朝派遣西域长史王林击斩了涿鞮，立农奇为王。汉安帝时，继承农奇的军就反叛汉朝投降匈奴，被班勇杀死。汉顺帝永建元年（126年），班勇改立农奇的儿子加特奴为王。车师等西域六国，全都归附汉朝。
| 前任： 涿鞮 | 车师后王国国王 97年 - ？ | 繼任： 军就 |